# هال كورك
هال كورك (بالإنجليزية: Hal Crook)‏ هو معلم موسيقى أمريكي، ولد في 1950.

## وصلات خارجية
- هال كورك على موقع ميوزك برينز (الإنجليزية)
- هال كورك على موقع ديسكوغز (الإنجليزية)